# Verband der Diabetes-Beratungs- und Schulungsberufe in Deutschland
Der Verband der Diabetes-Beratungs- und Schulungsberufe in Deutschland e. V. (VDBD) ist ein deutscher Verein mit Sitz in Düsseldorf und hauptamtlicher Geschäftsstelle in Berlin. Der Verband ist ein Berufsverband von Diabetesberatern und Diabetesberaterinnen DDG, Diabetesassistenten und Diabetesassistentinnen DDG sowie ähnlichen Fachkräften im Zusammenhang mit Diabetes mellitus und assoziierten Erkrankungen. Hauptanliegen sind die Stärkung des Berufsbildes und berufspolitische Interessenvertretung von Diabetesfachkräften sowie die Sicherung von Qualifikationen durch Fortbildungen und entsprechenden Zertifizierungen durch die VDBD Akademie.
Gründungsjahr war 1992 und im Jahr 2024 zählte der Verband ca. 4.300 Mitglieder. Die Vorsitzende ist Kathrin Boehm.
Der VDBD e.V. setzt sich für eine bundesrechtliche Anerkennung der Diabetesberatung als eigenständiger Beruf im Gesundheitswesen ein. Er fordert für seine Mitglieder die gleichberechtigte Einbindung in Teamstrukturen und interprofessionelle Kooperation auf Augenhöhe, eine adäquate Vergütung und entsprechende Rahmenbedingungen u. a. auch für selbständige Tätigkeiten, Auflösung von rechtlichen Grauzonen, z. B. im Rahmen der Delegation ärztlicher Leistungen, Verbindliche Qualitätskriterien für Tele-(Diabetes-) Coaching und transparente und faire Rahmenbedingungen im Zuge der Digitalisierung.